# Luca Censoni
Luca Censoni, né le 18 juillet 1996 est un footballeur international saint-marinais qui évolue au poste d'ailier droit au FYA Riccione.

## Biographie

### Carrière nationale
Le 8 juin 2019, Censoni réalise ses débuts avec l'équipe de Saint-Marin, lors d'un match des éliminatoires du championnat d'Europe 2020 face à la Russie (défaite 0-9),,,,.